# Back to the Sound
Back to the Sound was het verplicht werk van de componist Jean-Luc Fafchamps voor de Koningin Elisabethwedstrijd 2010.

## Geschiedenis
Voor de halve finale van de Koningin Elisabethwedstrijd dient iedere deelnemer een verplicht werk te spelen dat in opdracht van de wedstrijd wordt gecomponeerd. Voor de wedstrijd van 2010 componeerde de Belg Jean-Luc Fafchamps dit stuk.

### Uitgave
Back to the Sound werd in 2008 uitgegeven door PM Europe Publications te Tienen. De partituur kent negen genummerde losse bladen die zijn gevat in een los omslag, alles op folioformaat, samen met een blad notities en een biografie van de componist (drie bladen in drie talen).